# Michael V. Gazzo
Michael V. Gazzo, né le 5 avril 1923 et mort le 14 février 1995, est un acteur de théâtre américain, qui devint sur le tard, un acteur de cinéma et de télévision. Il est surtout connu pour son rôle de Frankie Pentangeli dans Le Parrain 2.

## Biographie
Michael Vincenzo Gazzo était membre de l'Actors Studio et a été le professeur d'acteurs tels que Debra Winger, Henry Silva et Tony Sirico. Il est l'auteur de la pièce de théâtre pour Une poignée de neige, dont le sujet est l'univers des toxicomanes. La pièce fit 365 représentations entre 1955 et 1956. Les deux rôles principaux étaient tenus par Ben Gazzara et Shelley Winters. Par la suite, la pièce fut adaptée au cinéma en 1957. Le film fut nommé aux Oscars du meilleur acteur dans un rôle principal (Anthony Franciosa). Plus tard, une version télévisée fut réalisée avec Sandy Dennis, Michael Parks et Peter Falk dans les rôles principaux.
Il coécrivit le scénario pour le film King Creole avec Elvis Presley en 1958.
En tant qu'acteur, Gazzo fut nommé pour l'Oscar du meilleur acteur dans un second rôle pour son rôle de Frank Pentangeli dans Le Parrain 2. Il perdit face à Robert De Niro, qui jouait dans le même film.
Gazzo meurt des suites d'un accident vasculaire cérébral en 1995. Il est enterré dans le Westwood Village Memorial Park Cemetery à Los Angeles.

## Filmographie
- 1954 : Sur les quais (On the Waterfront)
- 1966 : A Man Called Adam
- 1969 : Out of It (en) : Vinnie's friend
- 1971 : The Gang That Couldn't Shoot Straight : A Black Suit
- 1974 : Crazy Joe
- 1974 : Le Parrain 2 (The Godfather: Part II) : Frankie Pentangeli
- 1976 : Starsky & Hutch : Joseph "Joe" Durniak
- 1977 : Black Sunday de John Frankenheimer : Muzi
- 1978 : Mélodie pour un tueur (Fingers) : Ben
- 1978 : Columbo : Meurtre à la carte (Murder Under Glass), série : Vittorio Rossi
- 1978 : Le Roi des gitans (King of the Gypsies) : Spiro Giorgio
- 1979 : Gangsters : Gus Azziello
- 1979 : The Border : Chico Suarez
- 1979 : Avec les compliments de Charlie : Lobo
- 1979 : The Fish That Saved Pittsburgh : Harry the Trainer
- 1980 : Cuba Crossing (en) : Rossellini
- 1980 : L'Incroyable Alligator (Alligator) : Chef Clark
- 1981 : Back Roads de Martin Ritt : Tazio
- 1981 : Body and Soul (en) : Frankie
- 1983 : Le Retour de l'inspecteur Harry (Sudden Impact) : Threlkis
- 1984 : Cannon Ball 2 (Cannonball Run II) : Sonny
- 1984 : New York, deux heures du matin : Mike
- 1986 : Il cugino americano (en) : Joseph Salina
- 1989 : Cookie : Carmine
- 1993 : Last Action Hero de John McTiernan : Torelli
- 1994 : Nothing to Lose : Joe

### Nominations
- Nomination à l'Oscar du meilleur acteur dans un second rôle pour son rôle dans Le Parrain 2 (1974).